# Schizoporellidae
Schizoporellidae zijn een familie van mosdiertjes (Bryozoa) uit de orde van de Cheilostomatida.

## Geslachten
- Fovoporella Gordon, 2014
- Gemelliporidra Canu & Bassler, 1927
- Schizobrachiella Canu & Bassler, 1920
- Schizoporella Hincks, 1877
- Stylopoma Levinsen, 1909

Niet geaccepteerde geslachten:
- Multiporina d'Orbigny, 1852 → Schizoporella Hincks, 1877
- Schizopodrella Canu & Bassler, 1917 → Schizoporella Hincks, 1877